# راتومیر دویکوویچ
راتومیر دویکوویچ (انگلیسی: Ratomir Dujković؛ زادهٔ ۲۴ فوریهٔ ۱۹۴۶) بازیکن فوتبال اهل یوگسلاوی بود.
از باشگاه‌هایی که در آن بازی کرده‌است می‌توان به باشگاه فوتبال اوسیک، باشگاه فوتبال رئال اویدو، و باشگاه فوتبال ستاره سرخ بلگراد اشاره کرد.
وی همچنین در تیم ملی فوتبال یوگسلاوی بازی کرده‌است.
وی در مسابقات کشوری و بین‌المللی در مجموع برندهٔ ۱ مدال نقره شده‌است.